# Melolontha tibialis
Melolontha tibialis är en skalbaggsart som beskrevs av Ernst Gustav Kraatz 1882. Melolontha tibialis ingår i släktet Melolontha och familjen Melolonthidae. Inga underarter finns listade i Catalogue of Life.